# Resolució 2285 del Consell de Seguretat de les Nacions Unides
La Resolució 2285 del Consell de Seguretat de les Nacions Unides, adoptada el 28 d'abril de 2016 després de reafirmar totes les resolucions anteriors del Sàhara Occidental i en particular les resolucions 1754, 1783, 1813 i 1871, 1920, i 2044 el consell va ampliar el mandat de la Missió de Nacions Unides pel Referèndum al Sàhara Occidental (MINURSO) per un any fins al 30 d'abril de 2017. La major part del component civil de la missió ja no estava a la zona on la missió era activa. Es va demanar que la missió funcionés plenament. També es va demanar a les parts que seguissin treballant en la preparació d'una cinquena ronda de negociacions, i que mostressin la voluntat política per negociar intensament i profundament.
Deu membres del Consell de Seguretat van votar a favor, Veneçuela i Uruguai votaren en contra, i Angola, Nova Zelanda i Rússia es van abstenir. Segons Veneçuela, s'havien ignorat diversos punts de vista diferents sobre la solució del tema. Uruguai es va sorprendre que no es fes referència a la decisió unilateral adoptada pel Marroc pel que fa a la missió de l'ONU. Angola i els altres estats membres van presentar una esmena rebutjada sense debat i que no hi havia hagut negociacions significatives pel Sàhara Occidental. Rússia va dir que el text estava obert a la interpretació, i que encara no s'havien aconseguit resultats positius.
Marroc va decidir unilateralment al març de 2016 reduir gran part del personal civil de la MINURSO i concloure l'oficina d'enllaç militar, després que el Secretari General de l'ONU, Ban Ki-moon, utilitzés la paraula "ocupació" per referir-se a l'annexió del Sàhara occidental. L'absència d'una resposta de l'ONU es va atribuir a la tradicional aliança del Marroc amb França, Espanya, Egipte i Senegal. El Marroc va continuar volent treballar amb la missió. El 2006 el Marroc havia posat sobre la taula un pla en que el Sàhara Occidental rebria més autonomia, cosa que va rebre el suport dels Estats Units.